# Salvador Ribes
Salvador Ribes Diago (Onda, Castellón, España; 21 de abril de 1958) fue un futbolista español que se desempeñaba como centrocampista.

## Clubes
| Club         | País   | Año         |
| ------------ | ------ | ----------- |
| CD Castellón | España | 1976 - 1981 |
| Valencia CF  | España | 1981 - 1985 |
| CE Sabadell  | España | 1986 - 1987 |